# Nogometna reprezentacija Hrvata iz Rumunjske
Nogometna reprezentacija Hrvata u Rumunjskoj predstavlja hrvatsku manjinu iz Rumunjske.

## Natjecanja
- Na prvim Hrvatskim svjetskim igrama 2006. godine u Zadru osvojila je visoko drugo mjesto, pobijedama nad BiH 5:2, Njemačkom 18:0 i Švicarskom 6:0, a poražena je jedino od Hrvatske I s 3:0.
- Na 1. EP-u hrvatskih manjina u Splitu 2006. godine osvojila je četvrto mjesto, izgubivši od nogometne reprezentacije Vojvodine s 2:3.
- Sudionici su Europeade, europskog prvenstva nacionalnih manjina koje se održalo u Švicarskoj od 31. svibnja do 7. lipnja 2008. U svojoj skupini su završili na četvrtom mjestu, čime su okončali sudjelovanje na prvenstvu.
- Na drugom Europskom nogometnom natjecanju reprezentacija hrvatskih nacionalnih manjina, održanog u Splitu 19. do 21. lipnja 2009. godine u organizaciji Hrvatskog nogometnog saveza, Hrvatske matice iseljenika i Ministarstva vanjskih poslova i europskih integracija Republike Hrvatske, reprezentacija Hrvata iz Rumunjske završila je na sedmom mjestu (porazi od 0:3 protiv Hrvata iz Mađarske, 1:4 protiv Hrvata iz Slovenije i 1:2 protiv reprezentacije Hrvata iz Slovenije)[1]
- Na trećem Europskom nogometnom natjecanju reprezentacija hrvatskih nacionalnih manjina, u Zagrebu od 17. do 19. lipnja 2011. godine, u organizaciji Hrvatskog nogometnog saveza i pod pokroviteljstvom GNK Dinama iz Zagreba[2]

## Uspjesi
- srebro: 1. Hrvatske svjetske igre Zadar 2006.
- 4. mjesto, Prvo Europsko nogometno natjecanje reprezentacija hrvatskih nacionalnih manjina 2006., Split 2006.

## Izbornici
- Mikola Mateja ? - ?
- Giureci-Slobodan Ghera ? -

## Vanjske poveznice
- Hrvatska riječ Nogometni međunarodni susret u Tavankutu: Pobjeda prijateljstva
- (njem.) Europeada Službene stranice Europeade 2008.
- Europsko Prvenstvo Nacionalnih Manjina  Arhivirana inačica izvorne stranice od 31. ožujka 2018. (Wayback Machine), zhr-ucr.ro, 4. ožujka 2009.
- Hrvatske svjetske igre, hsk.hrvati-amac.com, (u međumrežnoj pismohrani archive.org, 24. svibnja 2014.)
- Nogometaši hrvatske manjine iz Slovenije osvojili prvenstvo, hns-cff.hr, (u međumrežnoj pismohrani archive.org, 22. lipnja 2009.)
- (H), U Splitu počeo EP hrvatskih reprezentacija iz inozemstva, slobodnadalmacija.hr, 21. lipnja 2009.